# Junkers Ju 252
Junkers Ju 252 là một loại máy bay chở hàng của Đức. Bay lần đầu vào cuối tháng 10 năm 1941. Ju 252 dự định sẽ thay thế cho Junkers Ju 52/3m trong các hãng hàng không thương mại. Nhưng chỉ có một số lượng nhỏ được sản xuất làm máy bay vận tải cho Luftwaffe.

## Tính năng kỹ chiến thuật (Ju 252A)
Dữ liệu lấy từ Warplanes of the Third Reich
Đặc điểm tổng quát
- Kíp lái: 3-4
- Chiều dài: 25,11 m (82 ft 4¼ in)
- Sải cánh: 34,10 m (111 ft 10⅛ in)
- Chiều cao: 5,75 m (18 ft 10⅓ in)
- Diện tích cánh: 122,6 m² (1.320 ft²)
- Trọng lượng rỗng: 13.127 kg (28.880 lb)
- Trọng lượng có tải: 22.257 kg (49.560)
- Trọng lượng cất cánh tối đa: 24.050 kg (52.911 lb)
- Động cơ: 3 × Junkers Jumo 211F, 1.007 kW (1.350 hp)  mỗi chiếc

 Hiệu suất bay 
- Vận tốc cực đại: 438 km/h (237 knots=, 272 mph) trên độ cao 5.800 m (19.030 ft)
- Vận tốc hành trình: 335 km/h (181 knot, 208 mph)
- Tầm bay: 3.981 km (2.150 hải lý, 2.473 mi) 6.600 km (3.565 nmi, 4.100 mi) với tải trọng 2.000 kg (4.400 lb)
- Trần bay: 6.300 m (20.670 ft)
- Vận tốc lên cao: 12,5 m/s (748 ft/phút)

Trang bị vũ khí

- Súng: 

  - 1 x 13 mm súng máy MG 131
  - 2 x 7,92 mm súng máy MG 15